# Róbert Hász
Dans le nom hongrois Hász Róbert, le nom de famille précède le prénom, mais cet article utilise l’ordre habituel en français Róbert Hász, où le prénom précède le nom.
Œuvres principales
A künde, 2006 (Le Prince et le Moine, 2007)
A Vénusz vonulása, 2013 (Le Passage de Vénus, 2016)
Róbert Hász, né le 1er novembre 1964 à Doroslovo, en Voïvodine de Serbie, est un écrivain et journaliste magyar, à sa naissance membre de la minorité nationale magyare de Yougoslavie.

## Biographie et carrière
Le futur écrivain finit le lycée à Sombor, en Voïvodine. Dès son jeune âge, les lectures de science-fiction l'influencent pour s'orienter plus tard vers une carrière d'écrivain. Il commence à écririre dès 1981, quand il est lycéen, et la revue Sirius de Zagreb publie de ses nouvelles en croate. En 1985, il continue ses études au département de langue et littérature hongroises de l'Université de Novi Sad. En 1990, il est celui qui fonde la première maison d'édition privée de Voïvodine destinée à publier des livres en hongrois. Il continue à publier des nouvelles en hongrois dans des revues et anthologies.
En 1991, au début de la guerre de l'ex-Yougoslavie, il émigre en Hongrie pour éviter d'être mobilisé. Il s'établit à Szeged, où il est d'abord correcteur à la revue littéraire Tiszatáj. En 1996, il devient rédacteur et, en 2011, rédacteur en chef de la revue.
Son premier volume, de nouvelles, intitulé A szalmakutyák szigete (L'île des chiens de paille), paraît en 1995, à Subotica (Voïvodine). Son premier roman est Diogenész kertje (Le Jardin de Diogène, publié en 1997 à Szeged. Par ce livre commence aussi la série des traductions de livres de l'écrivain, en 1999, en allemand.
La traduction en italien de son roman Végvár (La Forteresse) lui vaut en 2008 sa première distinction, le Premio biblioteche di Roma, section internationale.

## Œuvres
Jusqu'en 2024, Róbert Hász a écrit des nouvelles et des romans :
- 1995 – A Szalmakutyák szigete (L'île des chiens de paille) – nouvelles ;
- 1997 – Diogenész kertje (Le Jardin de Diogène) – roman ;
- 2001 – Végvár (La Forteresse) – roman ;
- 2006 – A künde (Le Prince et le Moine) – roman historique sur les péripéties d'un moine envoyé au nom du pape dans la Pannonie du Xe siècle pour traiter avec les Magyars une alliance contre Byzance[6] ;
- 2008 – Sok vizeknek zúgása (Le tumulte des eaux) – nouvelles ;
- 2010 – Júliával az út (Le chemin avec Julia) – roman ;
- 2013 – A Vénusz vonulása (Le Passage de Vénus) – roman historique sur le voyage d'un jeune savant jésuite à travers l'Europe du XVIIIe siècle, jusqu'à l'île de Vardø, à l'extrême nord de la Norvège, afin d'observer le conjonction du Soleil et de Vénus en 1768[7] ;
- 2015 – Ígéretföld (Terre promise) – roman.

Suit une série de romans policiers historiques dont l'action se passe en Voïvodine, au début du XXe siècle, vers la fin de l'époque de l'Autriche-Hongrie :
- 2018 – Fábián Marcell pandúrdetektív tizenhárom napja (Treize jours de la vie du détective Marcell Fábián) ;
- 2019 – Fábián Marcell és a táncoló halál (Marcell Fábián et la danse de la mort) ;
- 2022 – Fábián Marcell és a Hét nővér (Marcell Fábián et Les sept sœurs).

Quelques-uns des romans de l'écrivain sont traduits en quelques langues. En français ont paru, aux Éditions Viviane Hamy, traduits par Chantal Philippe :
- Le Jardin de Diogène, 2001 ;
- La Forteresse, 2002 ;
- Le Prince et le Moine, 2007 ;
- Le Passage de Vénus, 2016.

Les trois premiers sont traduits en allemand aussi, La Forteresse en italien aussi, et Fábián Marcell pandúrdetektív tizenhárom napja (Treize jours de la vie du détective Marcell Fábián) est traduit en bulgare.

## Distinctions
Róbert Hász a reçu les distinctions ci-dessous :
- 2008 – Premio Biblioteche di Roma au roman La fortezza (La Forteresse) ;
- 2012 – prix Sándor-Márai;
- 2013 – médaille Kölcsey de la ville de Szeged[9] ;
- 2019 – prix Attila-József ;
- 2021 – prix János-Herczeg.